# 바스마티

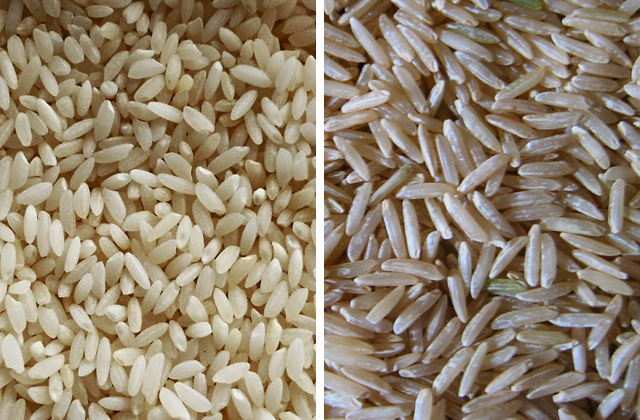
현미(왼쪽)와 바스마티 쌀을 비교한 모습.

바스마티(영어: basmati rice)는 전통적으로 인도 아대륙이 원산지인 길고 홀쭉한 낟알을 가진 향미 쌀이다. APEDA(Agricultural and Processed Food Products Export Development Authority)에 따르면 2014년 기준으로 인도는 해외 바스마티 쌀 시장의 65%를 수출하였고 파키스탄이 나머지를 차지한다. 그러나 수많은 나라에서는 자국 내에서 키운 바스마티 쌀 작물을 사용한다.

## 역사
"바스마티"라는 용어는 힌디어 낱말 bāsmatī에서 온 것으로, "향기가 나는"을 뜻한다. (산스크리트어 बासमती vasmati) 바스마티는 수세기에 걸쳐 인도 아대륙에서 경작되어온 것으로 믿겨진다.
바스마티 쌀에 대한 최초의 언급은 Heer Ranjha(1766년)라는 이름의 동화이다.
바스마티는 인도의 교육자들을 통해 중동으로 유입되었다. 문화적 교류를 통하여 다양한 인도/파키스탄 요리의 중요한 일부로 남았을 뿐 아니라, 지금도 페르시아, 아랍, 그 밖의 중동 요리에서도 널리 사용된다. 인도와 파키스탄은 이 종류의 쌀에 대한 독점적인 경작지이자 수출국이다.

## 같이 보기
- 카마르그홍미
- 재스민쌀
- 줄속